# Mycoplasma anatis
Mycoplasma anatis è una specie di batterio appartenente alla famiglia delle Mycoplasmataceae.